# Sainte-Geneviève (Oise)
Sainte-Geneviève è un comune francese di 2 809 abitanti situato nel dipartimento dell'Oise della regione dell'Alta Francia.

## Società

### Evoluzione demografica
Abitanti censiti